# Pietro Ceccaroni
Pietro Ceccaroni, né le 21 décembre 1995 à Sarzana en Italie, est un footballeur italien, qui évolue au poste de défenseur central au Palerme FC.

## Biographie

### Débuts professionnels
Né à Sarzana, dans la province de La Spezia en Italie, Pietro Ceccaroni est formé au Spezia Calcio. Il fait sa première apparition en professionnel le 17 août 2013, à l'occasion d'une rencontre de coupe d'Italie face au Genoa CFC. Il est titularisé et son équipe l'emporte lors d'une séance de tirs au but. Il faut attendre toutefois plus d'un an pour le voir faire ses débuts en championnat et découvrir la Serie B, le 1er novembre 2014 face au Delfino Pescara 1936. Il entre en jeu ce jour-là à la place de Niko Datković (en) et son équipe s'impose par deux buts à un.
Le 3 juillet 2018, il est prêté au Calcio Padoue pour une saison.

### Venise FC
Le 7 août 2019, Pietro Ceccaroni est prêté pour une saison au Venise FC. Quatre jours plus tard il fait sa première apparition sous les couleurs de Venise, face au Calcio Catane, en coupe d'Italie. Il entre en jeu et son équipe l'emporte par deux buts à un ce jour-là.
Le 23 août 2020, il est recruté définitivement par le club de Venise. Il s'impose alors comme un joueur essentiel dans l'équipe dirigée par Paolo Zanetti, jouant tous les matchs et devenant l'une des valeurs sûres de Serie B, où il se distingue en écopant très peu de cartons jaunes, ce qui est rare pour un défenseur et lui permet de ne pas être suspendu. Lors de cette saison 2020-2021 il participe à la montée du club en première division, le club retrouvant l'élite 19 ans après l'avoir quitté en sortant vainqueur des barrages,
Ceccaroni découvre alors la Serie A, jouant son premier match dans l'élite du football italien le 22 août 2021, à l'occasion de la première journée de la saison 2021-2022, contre le SSC Naples. Il est titularisé et son équipe s'incline par deux buts à un. Le 29 octobre 2021, Ceccaroni signe un nouveau contrat avec le Venise FC, le liant au club jusqu'en juin 2026.

### Palerme FC
Le 7 juillet 2023, Pietro Ceccaroni s'engage en faveur du Palerme FC. Il signe un contrat courant jusqu'en juin 2027.
Ceccaroni inscrit son premier but pour Palerme le 1er octobre 2023, lors d'une rencontre de championnat face au FC Südtirol. Il est titularisé et son équipe s'impose par deux buts à un ce jour-là.

### En sélection
Il compte cinq sélections avec l'équipe d'Italie des moins de 20 ans, pour deux titularisations, obtenues entre 2014 et 2016.